# جیمز
جیمز (به انگلیسی: James یا Jaymes) یک نام مردانهٔ غربی است. Jamey، Jamie, Jay, Jem, Jemmy, Jim, Jimi, Jimmie, Jimmy و Jae متغیرهایی از این نام‌اند.

## ریشهٔ نام
این نام از واژهٔ لاتین متأخر Iacomus گرفته شده‌است، خود این نام ریشه در نام یونانی ایاکوبوس (به یونانی: Ιακωβος) دارد که برابر با نام عبری یعقوب (به عبری: יַעֲקֹב) در عهد جدید می‌باشد. در عهد جدید انگلیسی برای نام بردن از دو حواری، یکی یعقوب پسر حلفا و یعقوب پسر زبدی  از این عنوان استفاده شده‌است. برای اشاره به این اسامی در زبان‌های فرانسوی و آلمانی ژاک و یاکُبوس استفاده می‌شود. از سدهٔ سیزدهم میلادی این نام، به شکل ِ جیمز، در بریتانیا رواج داشته‌است.

## سرشناسان
- شاه جیمز (ابهام‌زدایی)

## جاینام‌ها
- جیمزتاون
- جیمز سیتی، کارولینای شمالی
- شهرستان جیمز سیتی، ویرجینیا
- خلیج جیمز

## منبع
- Behind the Name